# 滕嫩山脈

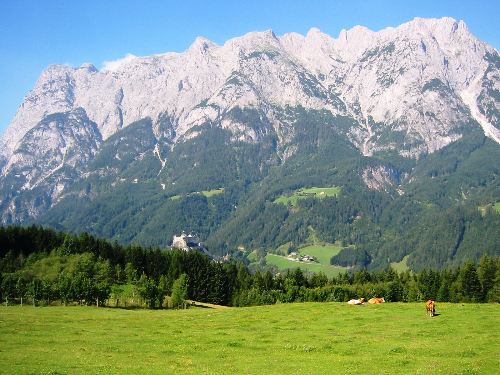

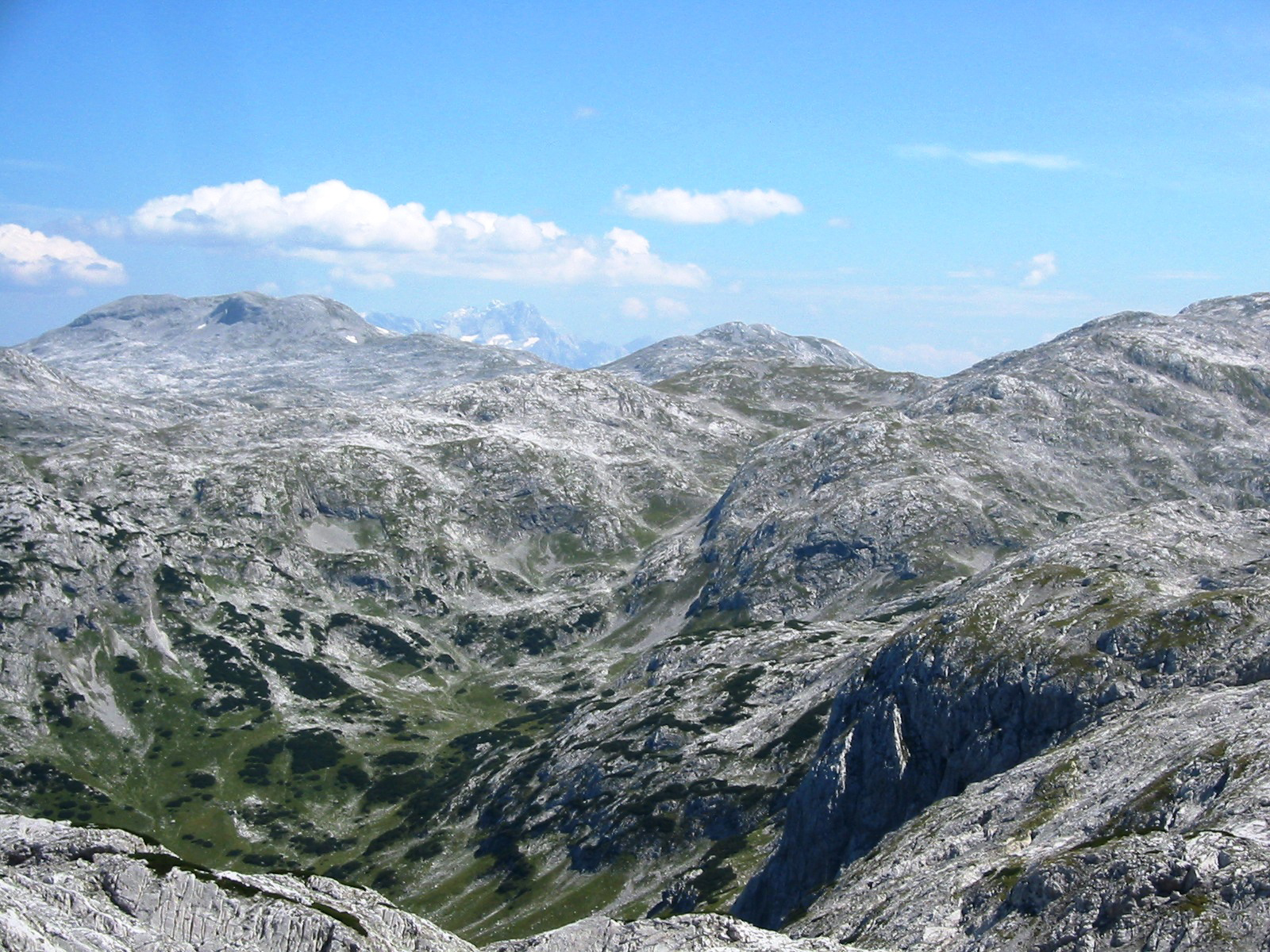

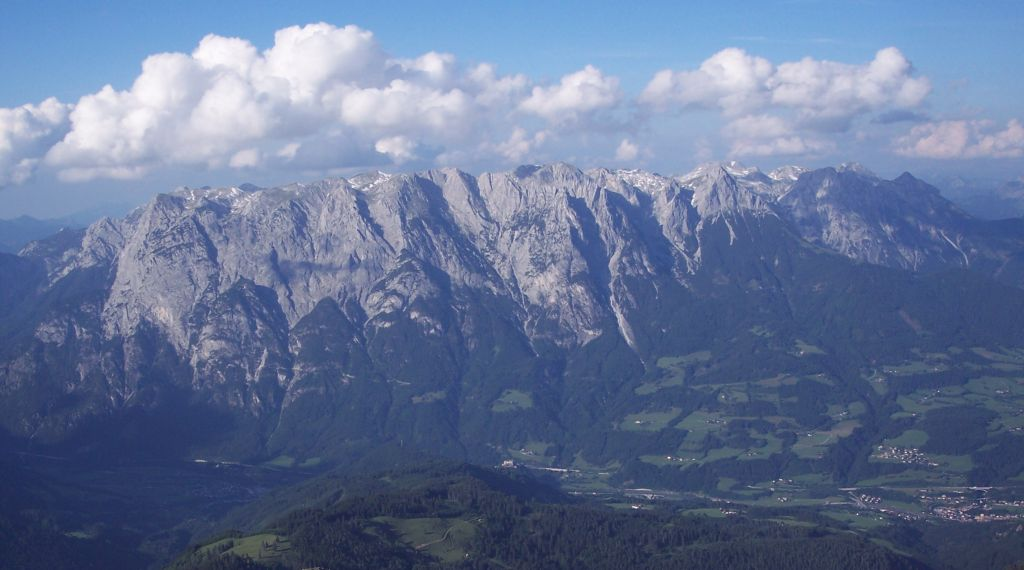

滕嫩山脈（德語：Tennengebirge）是奧地利的山脈，位於該國中部薩爾茨堡州，是北石灰岩山脉的一部分，全長15公里，最高點海拔高度2,430米。

## 外部連結
- Mountain huts in the Tennen （页面存档备份，存于）
- Alpine pastures in the Bavarian-Austrian Limestone Alps|Alpine pastures in the Tennen Mountains[永久]